# Oberach (Rehling)
Oberach ist ein Gemeindeteil von Rehling im schwäbischen Landkreis Aichach-Friedberg in Bayern. Das Dorf liegt knapp einen Kilometer südwestlich von Rehling.

## Geschichte
Im Jahr 1447 wird der Ort erstmals genannt, als Konrad von Gumppenberg die Mühle in Oberach kaufte.